# NGC 1316A
NGC 1316A is een spiraalvormig sterrenstelsel in het sterrenbeeld Oven. Vanaf de Aarde gezien ligt het in de buurt van drie andere sterrenstelsels, namelijk NGC 1316, NGC 1316B en NGC 1316C.

## Synoniemen
- PGC 12688
- MCG -6-8-8
- FCC 192
- IRAS03217-3704